# Forntida Pap
Forntida Pap (även känd som Balandtepa) är ett arkeologiskt område beläget invid floden Syr-Darja i provinsen Namangan, Uzbekistan.

## Beskrivning av området
Den forntida platsen omfattar:
- Citadellet
- Staden
- Rabad (eller förorten)

## Världsarvsstatus
Området sattes upp på Uzbekistans lista över förslag till världsarv (tentativa listan) den 18 januari 2008.